# Schron

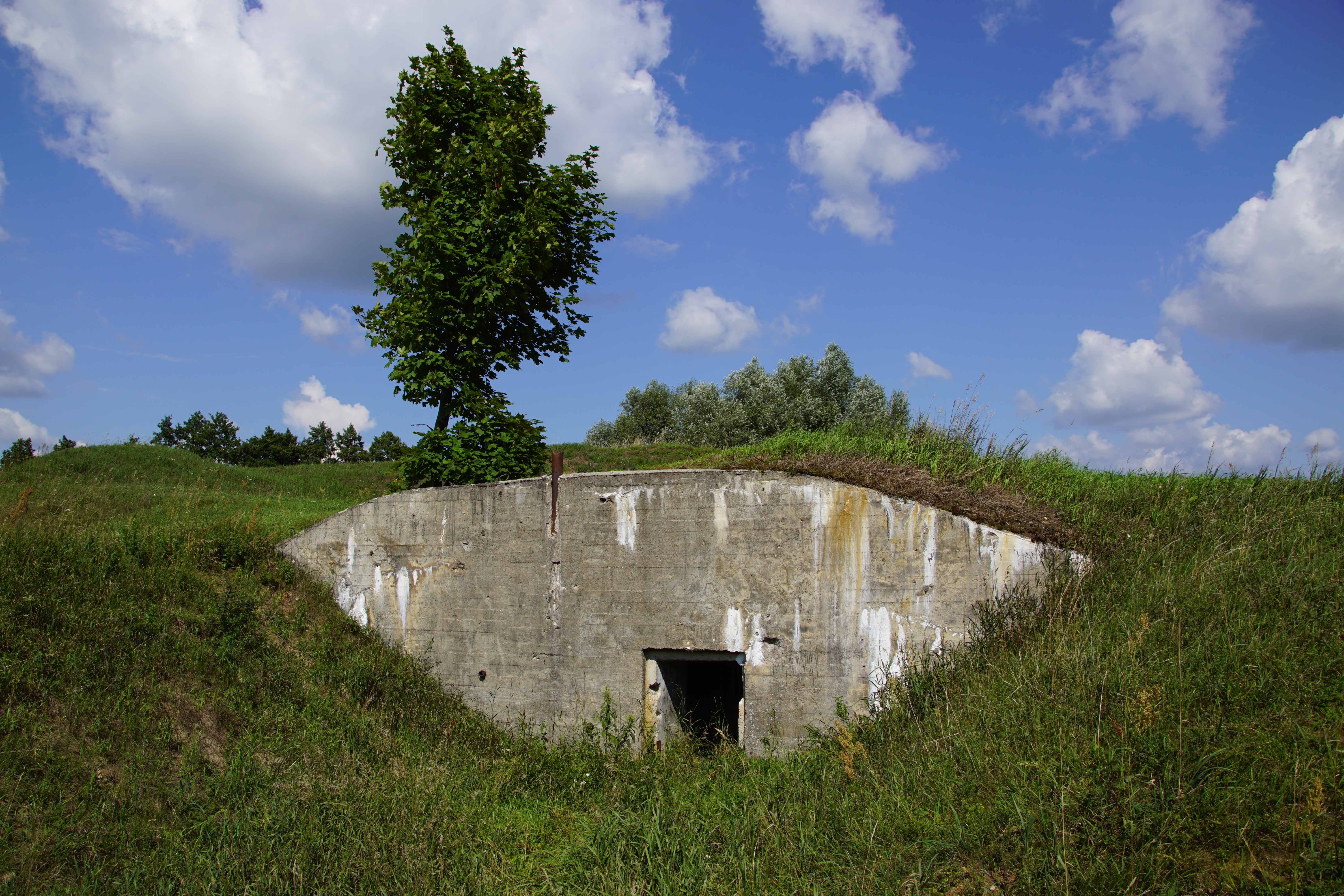
Schron w punkcie oporu Filipów (Filipów)

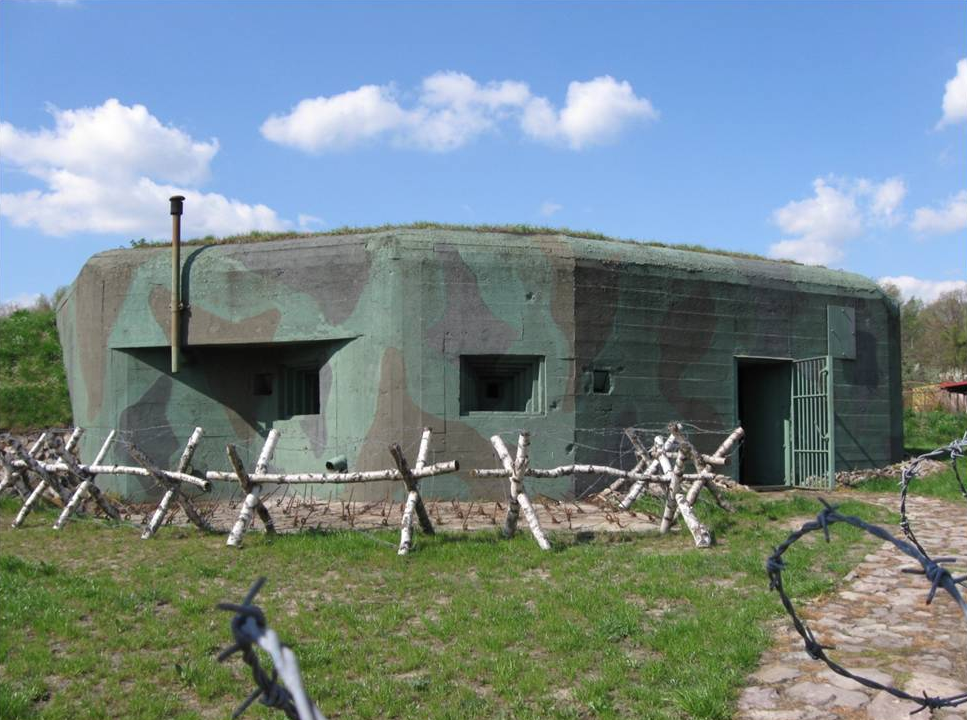
Schron bojowy w Rudzie Śląskiej

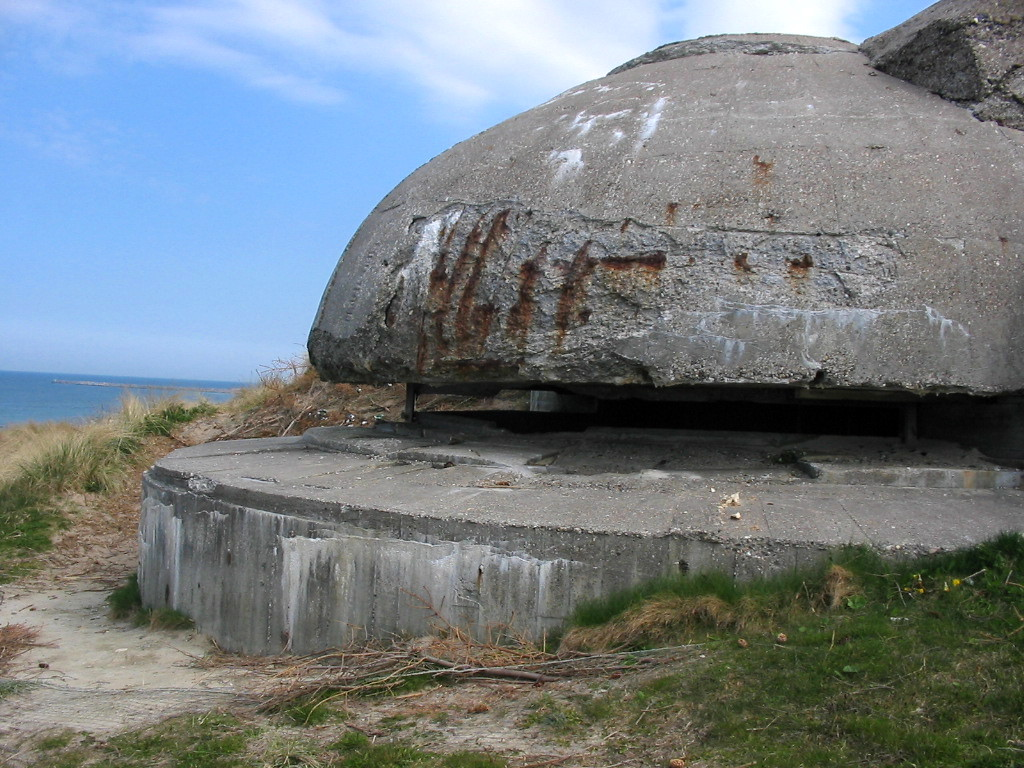
Schron w Hirtshals

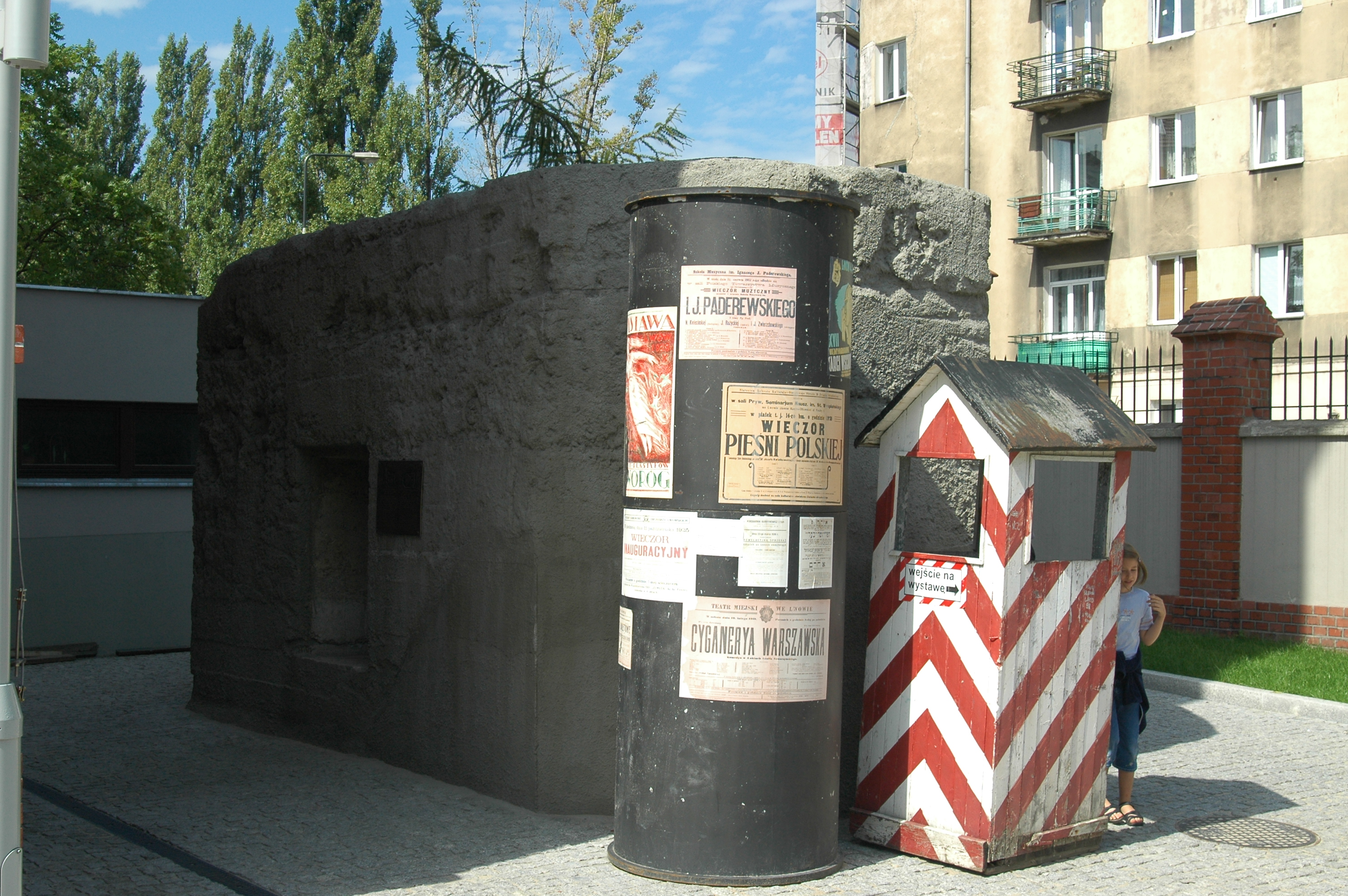
Tobruk w Muzeum Powstania Warszawskiego

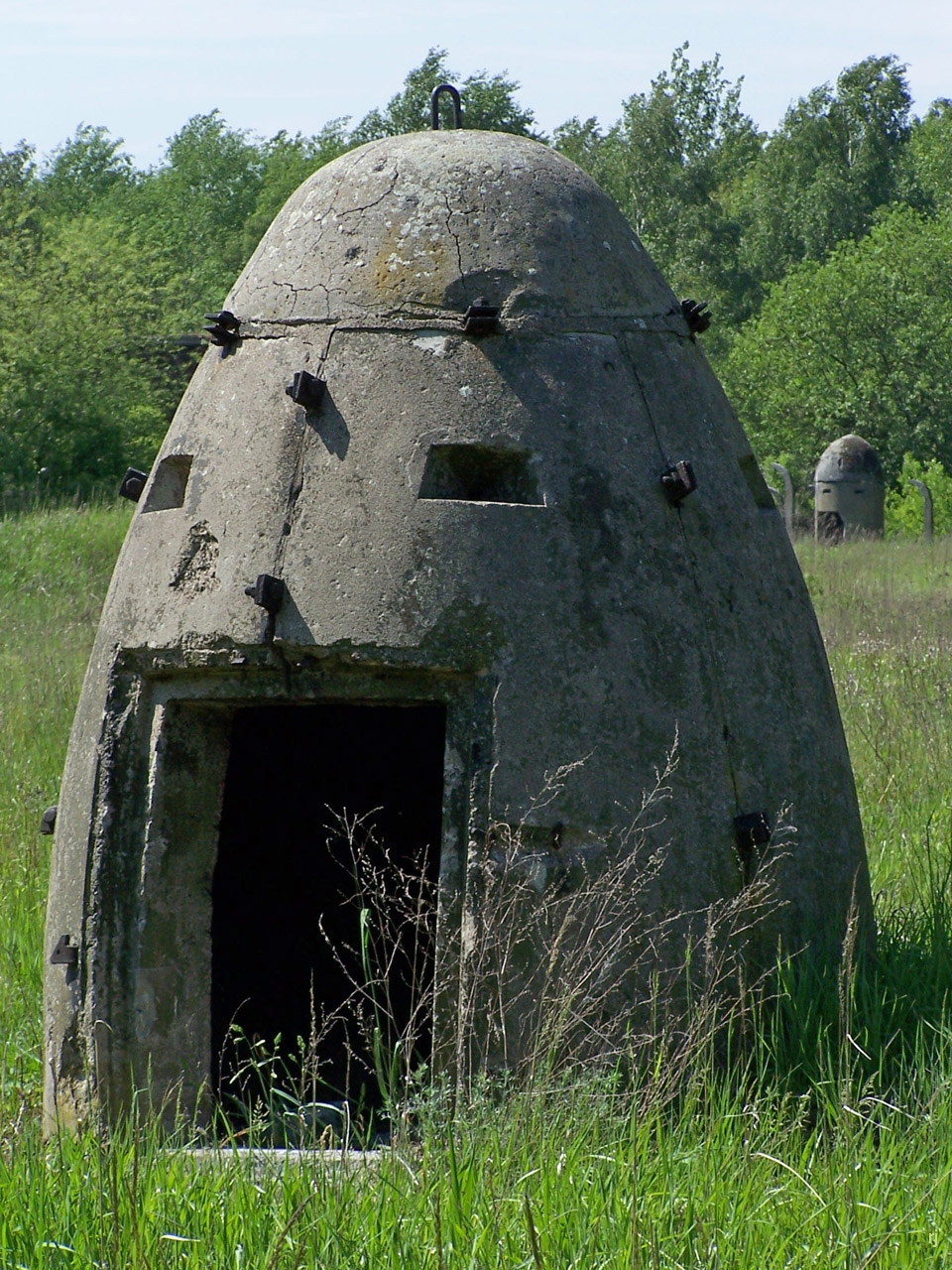
Splitterschutzzelle – niemiecki jednoosobowy schron w ruinach fabryki benzyny syntetycznej w Policach na Pomorzu Zachodnim. Jednoosobowe schrony nazywane są także kojcami fortecznymi.

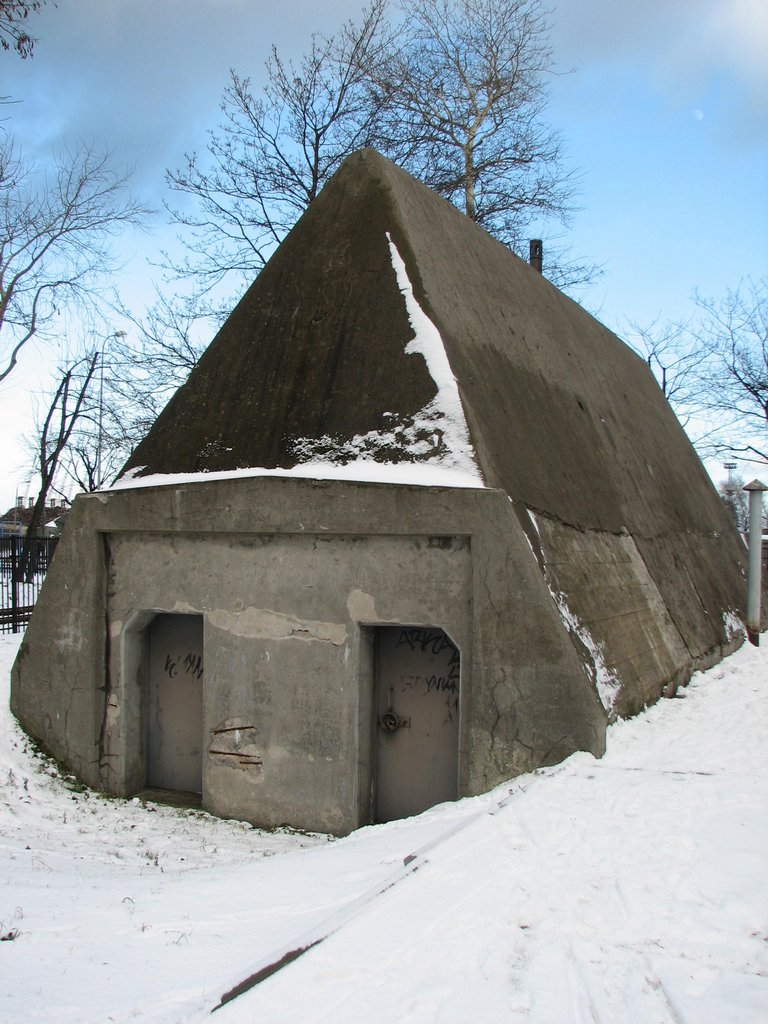
Naziemny schron przeciwlotniczy w gdyńskim porcie zbudowany w latach 30.

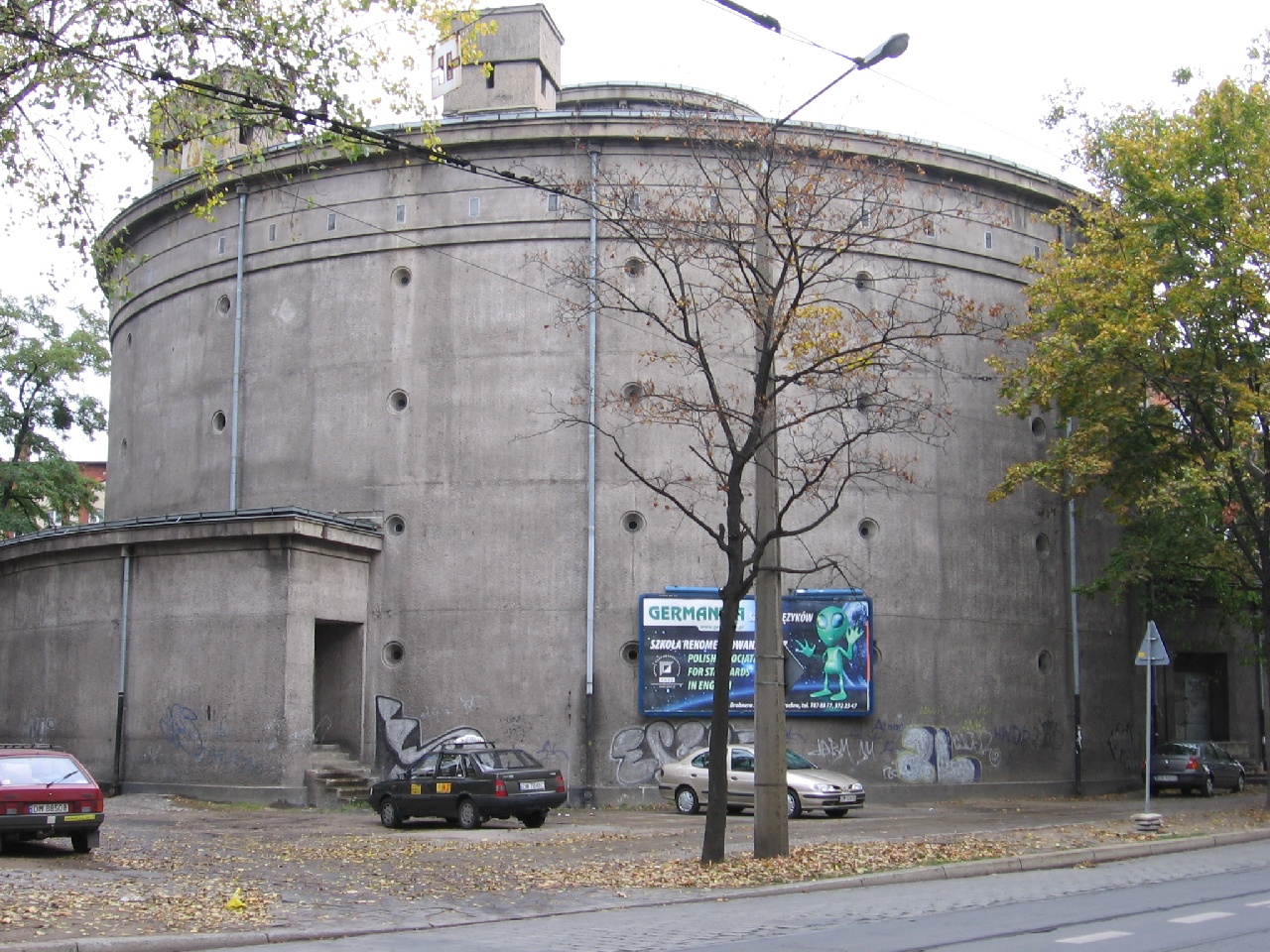
Naziemny schron dla mieszkańców Wrocławia z czasów II wojny światowej

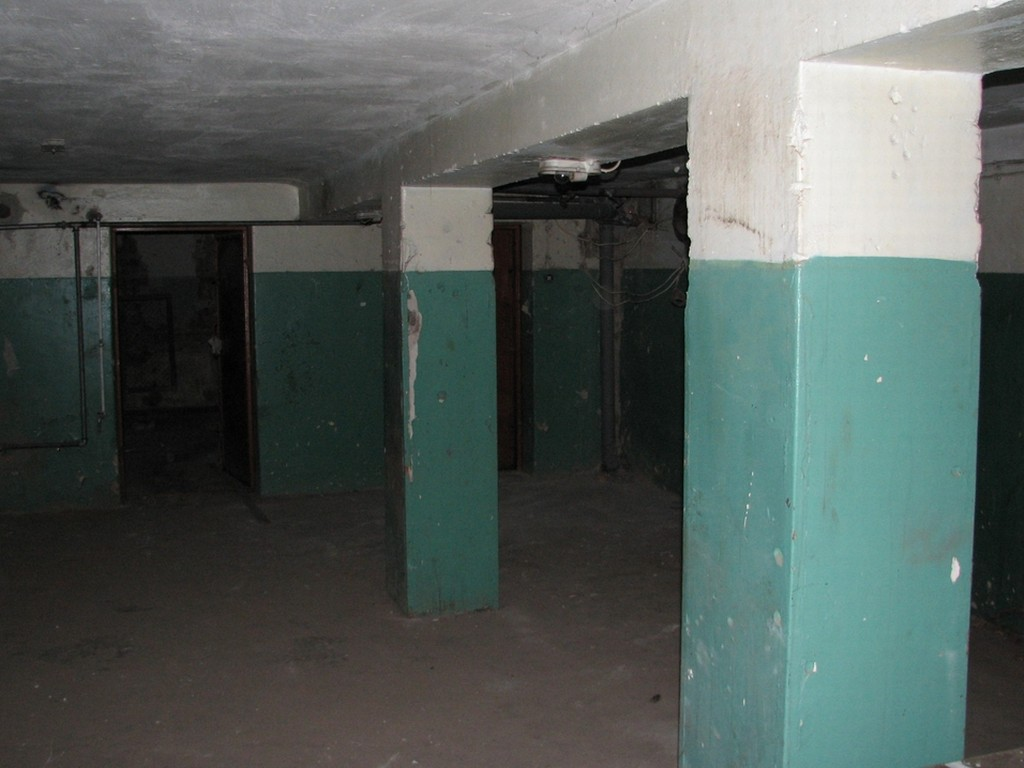
Częściowo przygotowane ukrycie schronowe w piwnicy budynku mieszkalnego

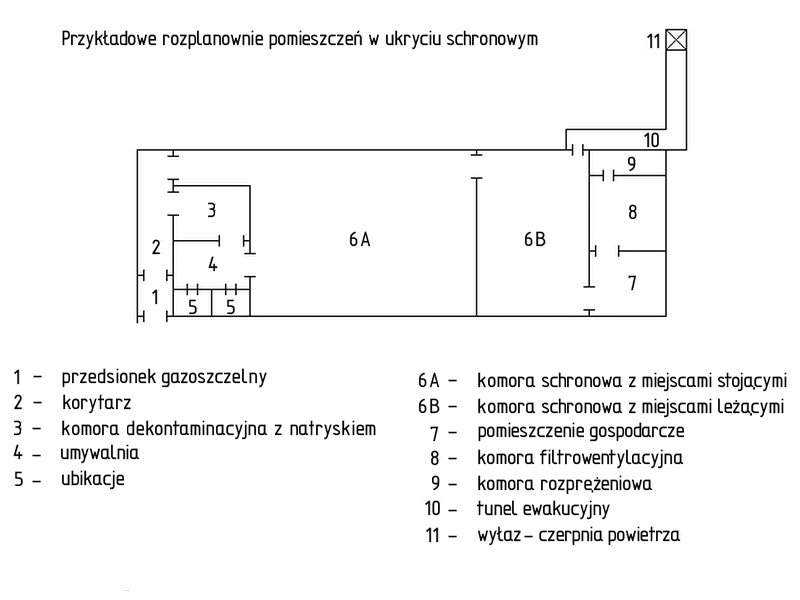
Przykładowe rozplanowanie pomieszczeń w ukryciu schronowym.

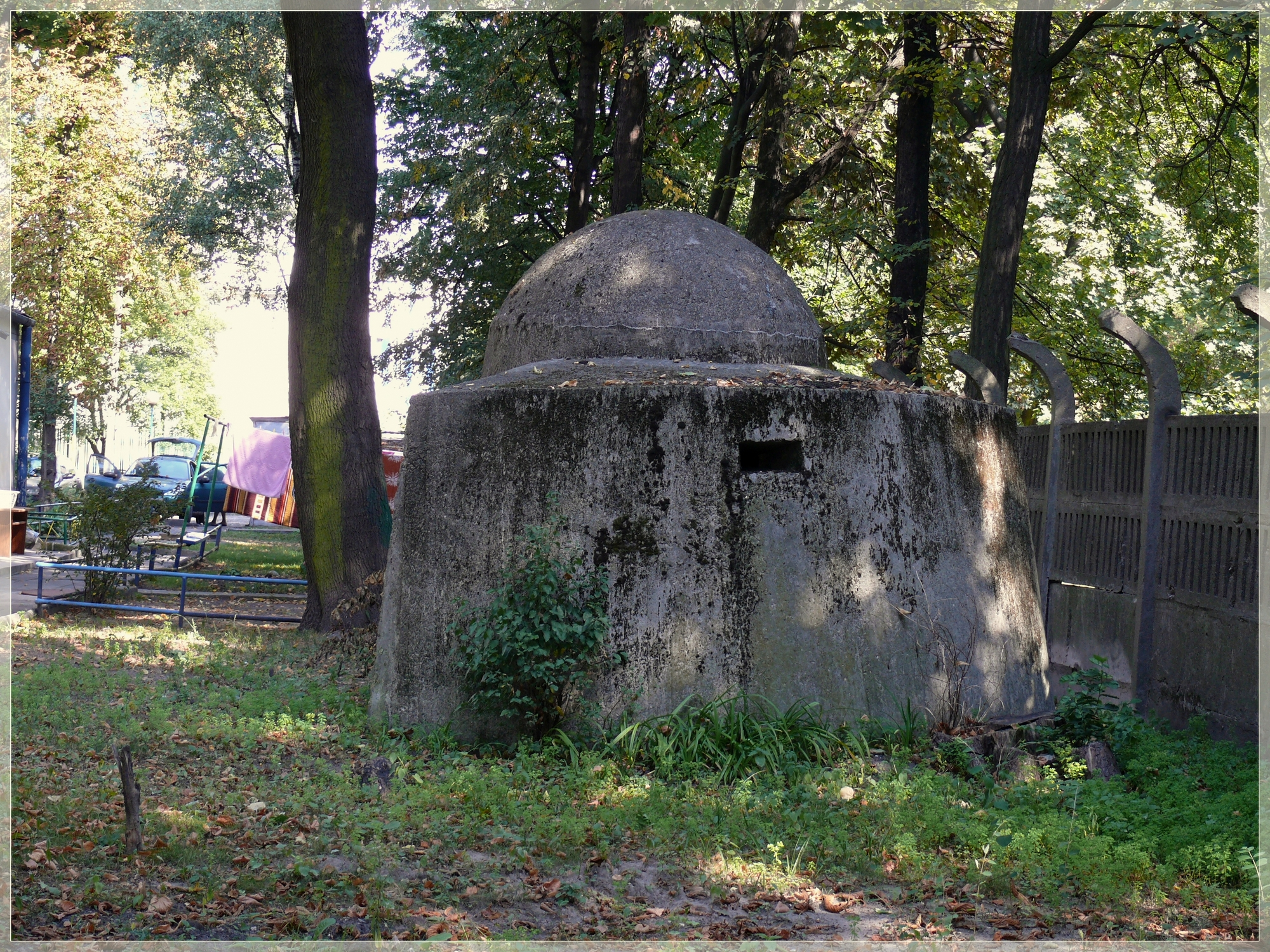
Schron z II wojny światowej, usytuowany na terenie lubelskiej cukrowni, w zespole budynków mieszkalnych dla pracowników

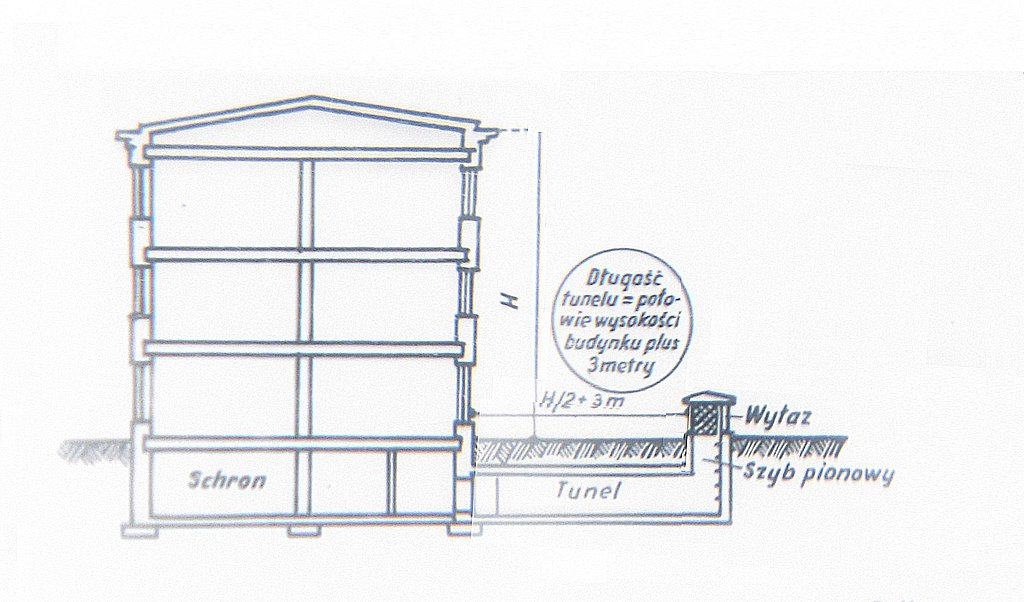
Każdy schron powinien mieć wyjście zapasowe (wykorzystywane w przypadku zagruzowania drzwi do schronu).

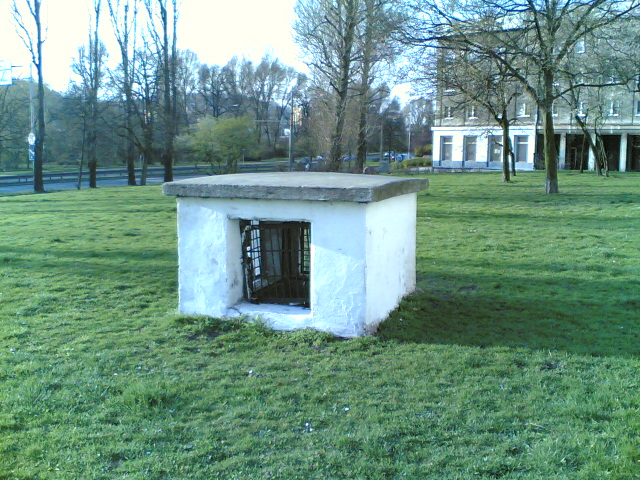
Wyjście zapasowe ze schronu – w tym przypadku służące równocześnie za czerpnię powietrza.

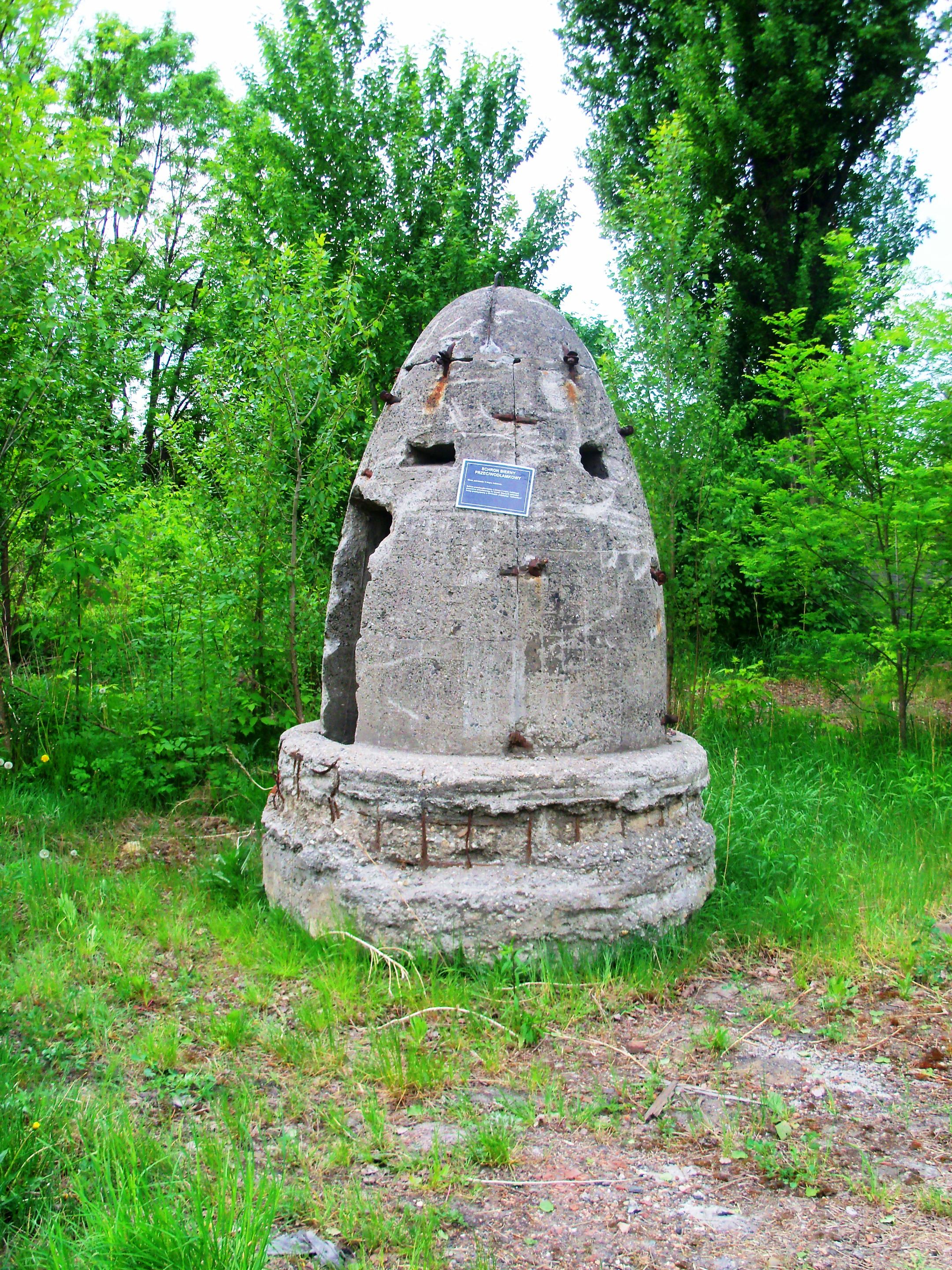
Schron bierny przeciwodłamkowy na terenie dawnej KWK Katowice

Schron – rodzaj budowli obronnej lub ochronnej o przeznaczeniu wojskowym bądź cywilnym.

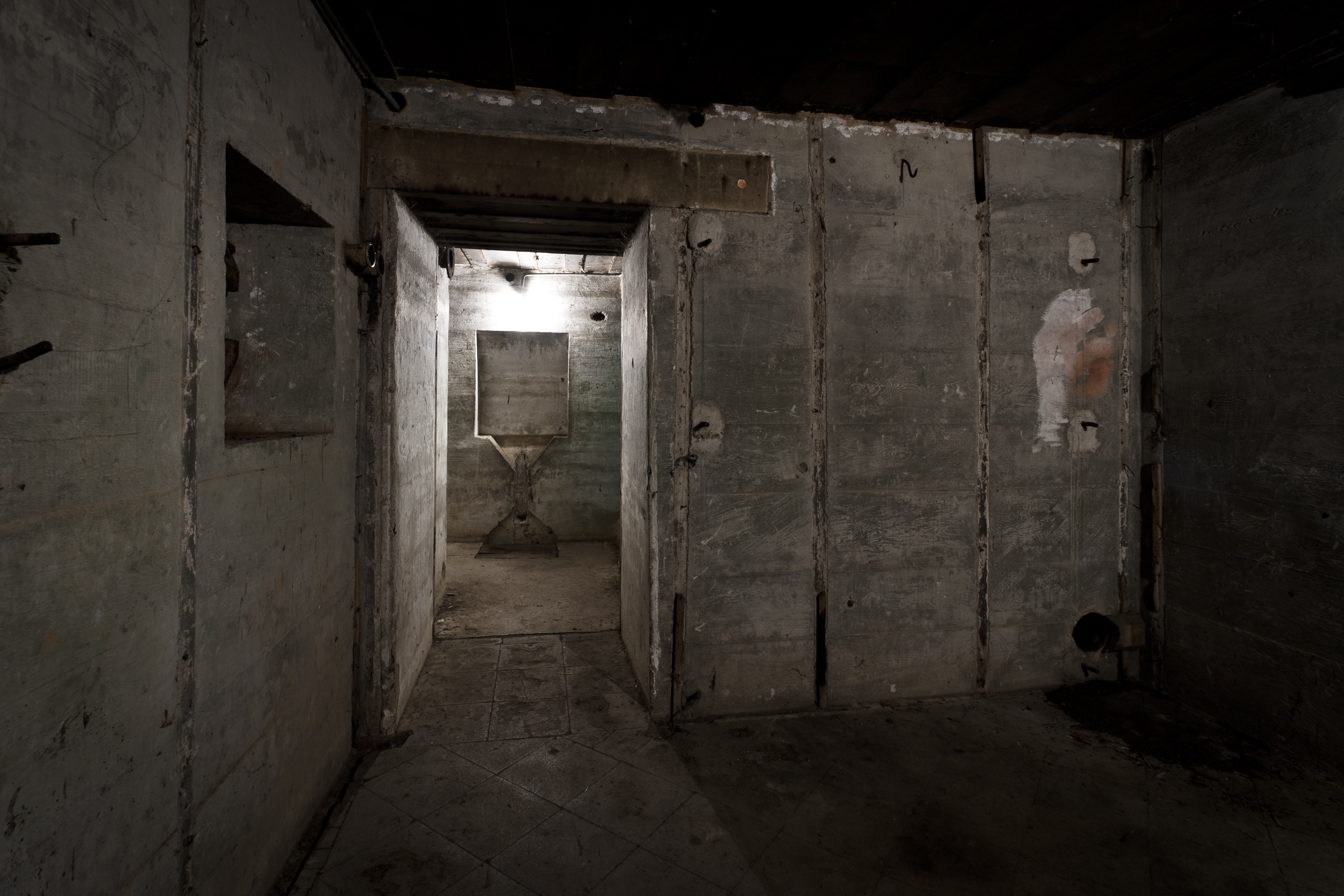
Wnętrze zabytkowego schronu bojowego nr 5 w Martianach.

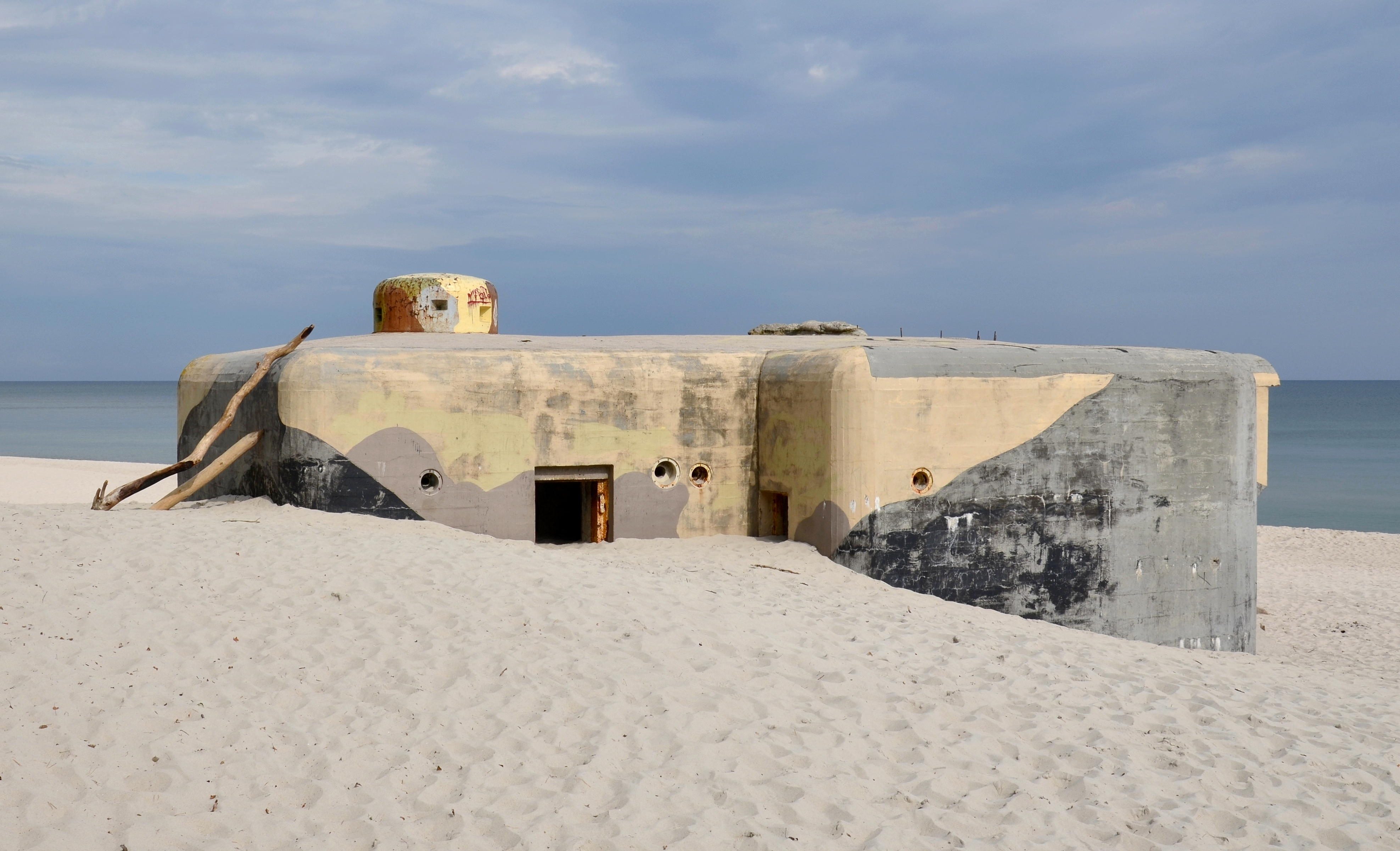
Schron bojowy Sęp...

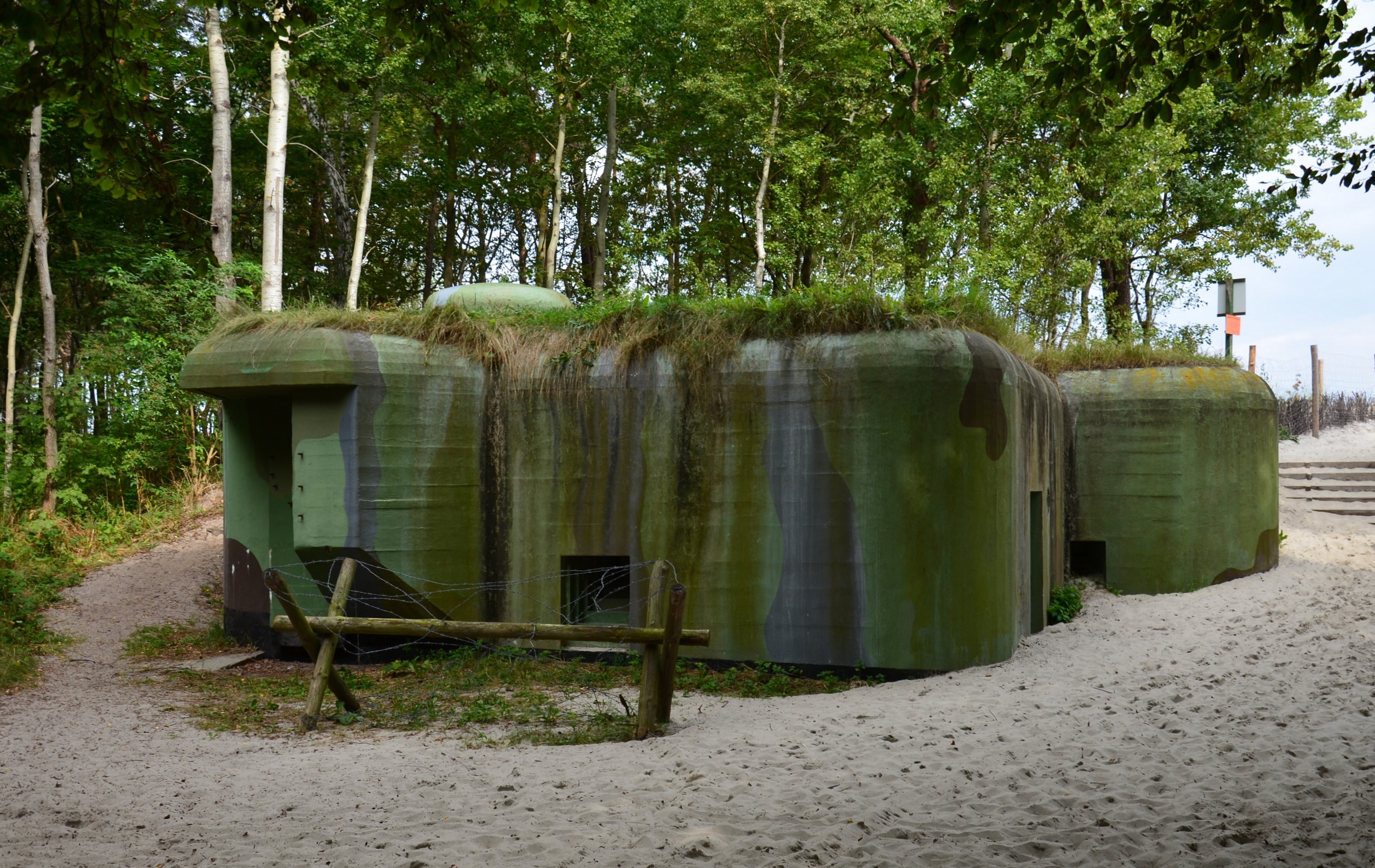
i Saratoga w Ośrodku Oporu Jastarnia

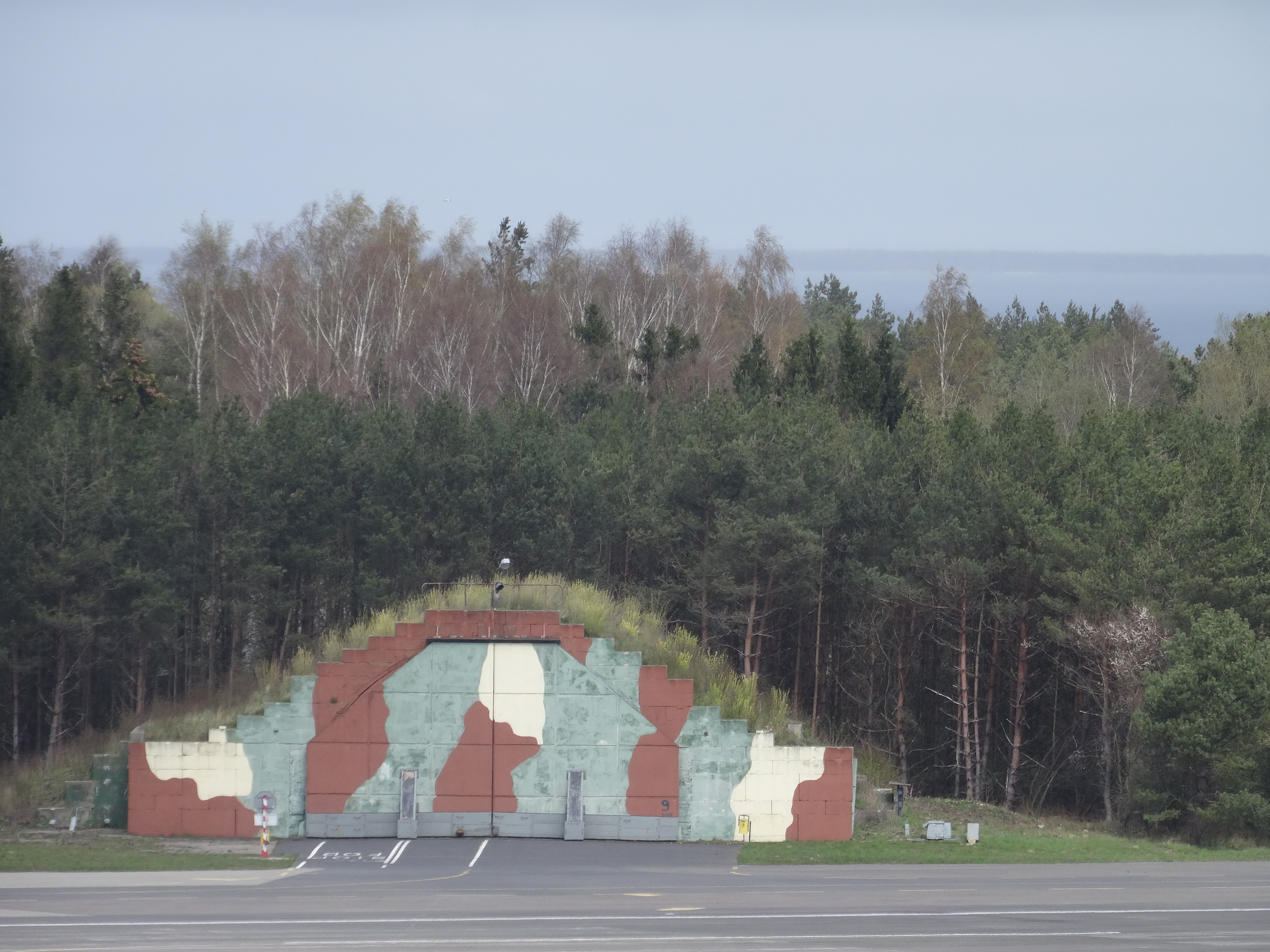
Schronohangar dla samolotu na lotnisku wojskowym Babie Doły

## Schrony zbudowane na potrzeby wojskowe
Powszechnie błędnie zwane w języku potocznym bunkrami, które są zakrytymi obiektami fortyfikacyjnymi przeznaczonymi do prowadzenia ognia, obserwacji, kierowania walką, ochrony żołnierzy oraz bojowego sprzętu technicznego przed oddziaływaniem środków rażenia przeciwnika. Budowane zazwyczaj z żelbetu, a w razie konieczności także z innych dostępnych materiałów takich jak cegły, ziemia, kamienie.
Rodzaje:
- w zależności od przeznaczenia:
  - bojowe (np. dla karabinów maszynowych),
  - obserwacyjne (umożliwiające prowadzenie obserwacji przeciwnika i pola walki):
    - naziemny punkt obserwacyjny (NPO),
    - wieżowy punkt obserwacyjny (WPO),

  - ukrycia żołnierzy,
  - na stanowiskach (w punktach) dowodzenia (przystosowane do pracy oficerów sztabu),
  - medyczne,
  - amunicyjne,
  - inne,
- w zależności od wytrzymałości:
  - ciężkie,
  - lekkie.

Elementy schronów (wybrane):
- ambrazura, kopuła pancerna, płyta detonacyjna, poterna, przelotnia, rów diamentowy, tradytor, ucho, wieża pancerna

## Budowle ochronne zbudowane na potrzeby cywilne
Budowle te stanowią jeden ze zbiorowych środków ochrony ludności przed działaniem broni masowego rażenia, broni klasycznej, a także niebezpiecznych środków chemicznych.
W szczególności stanowią zabezpieczenie przed:
- działaniem broni jądrowej w pewnej odległości od środka wybuchu;
- bliskim działaniem wybuchów bomb lotniczych i pocisków rakietowych;
- odłamkami bomb lotniczych, pocisków artylerii oraz pociskami broni pokładowej samolotów;
- zapalającymi bombami lotniczymi małego wagomiaru;
- w przypadku walących się budynków – przed pożarami i gruzami;
- środkami trującymi, w tym bronią chemiczną.

Współczesne budowle tego typu są z reguły całkowicie zagłębione w ziemi, co zapewnia znacznie większą odporność na działanie fali uderzeniowej niż w przypadku budowli naziemnych. Ze względu na wymóg wypełnienia ludźmi w krótkim czasie, są lokalizowane w piwnicach budynków mieszkalnych i zakładów pracy. W Polsce brakuje obecnie jednolitej klasyfikacji budowli ochronnych. Na potrzeby obrony cywilnej najczęściej przyjmuje się klasyfikację według rodzaju budowli, wytrzymałości stropu, odporności na nadciśnienie oraz stanu przygotowania.

### Stałe budowle ochronne i ich rodzaje
Są to budowle od początku projektowane pod kątem ochrony ludności, oraz wyposażone w odpowiednią infrastrukturę schronową (pomieszczenia i urządzenia). Wyróżnia się następujące rodzaje stałych budowli ochronnych:

#### Schrony odporne na pośrednie działanie bomb burzących i dalekich wybuchów jądrowych
Skutkami pośrednimi wybuchu bomb burzących są: podmuch, działanie odłamków, pożary, zawalenie się budynków i powstałe stąd zawaliska gruzowe. Ukrycia te zabezpieczają również przed odłamkami pocisków artylerii przeciwlotniczej i polowej, pociskami broni pokładowej samolotów, lżejszymi zapalającymi bombami lotniczymi, oraz środkami trującymi. Chronią także przed skutkami wybuchu bomby jądrowej (ale tylko w pewnym promieniu od ogniska wybuchu). Budowle te zazwyczaj znajdują się w piwnicach i podziemiach budynków. O ile konstrukcja takiego schronu oraz znajdującego się nad nim budynku jest wystarczająco wytrzymała, może ochronić również przed bezpośrednim trafieniem konwencjonalną bombą burzącą, lecz jedynie o niewielkim wagomiarze (do około 100 kg). W przypadku lekkich bomb z zapalnikiem natychmiastowym, wybuch następuje w momencie uderzenia w budynek znajdujący się nad schronem. Zlokalizowane w podziemnej części budynku ukrycie schronowe, dzięki żelbetowemu stropowi o odpowiedniej wytrzymałości na obciążenia wyjątkowe, jest w stanie wytrzymać ciężar gruzu budynku. Schrony w zasadzie powinny być zawsze całkowicie zagłębione w ziemię tak, aby górny poziom płyty stropowej leżał poniżej poziomu terenu. W wyjątkowych przypadkach, np. przy wysokim poziomie wód gruntowych, mogą one wystawać częściowo poza teren, jednak są wtedy przeważnie mocniejszej konstrukcji. Jeżeli ukrycia wystają ponad teren, muszą być obsypane wałem ziemi. W nomenklaturze Obrony Cywilnej schrony odporne na pośrednie działanie bomb burzących są niekiedy nazywane mianem ukryć schronowych. Przed II wojną światową były określane jako „schrony wytrzymałe 1-go stopnia”, w odróżnieniu od „schronów wytrzymałych 2-go stopnia”, które miały wytrzymać bezpośrednie trafienie bombą. Po wojnie przyjęto podobną klasyfikację.

#### Schrony odporne na bezpośrednie działanie bomb burzących i bliskich wybuchów jądrowych
Muszą wytrzymać bezpośrednie uderzenie bomb, oraz przeciwstawić się skutkom wybuchu, dlatego w porównaniu do ukryć schronowych mają znacznie większą wytrzymałość stropu (a także ścian zewnętrznych i płyty dennej). Są również odporne na wielkie siły podmuchu występujące w chwili wybuchu bomby tuż przy schronie lub bliskiego wybuchu bomby jądrowej. Do zapewnienia ochrony przed konwencjonalnymi bombami burzącymi wystarcza żelbetowy strop o grubości od 1 do 3,5 metrów (w zależności od wagomiaru bomby). W schronach mających wytrzymać bezpośrednie trafienie nowoczesnym pociskiem rakietowym stosuje się wytrzymalsze stropy. Istnieją także schrony znacznie zagłębione w ziemi, posiadające płytę ochronną (detonacyjną) nad schronem. Konstrukcja tych schronów jest przeważnie żelbetowa. Ściany, strop i płyta denna na ogół nie przekracza grubości 50 cm. Ponieważ schrony takie bez dodatkowych wzmocnień byłby zbyt słabe, aby wytrzymać bezpośrednie trafienie, posiadają one tuż pod powierzchnią ziemi tzw. płytę detonacyjną, której zadaniem jest zatrzymanie na sobie uderzenia bomby. Aby nie dopuścić do wybuchu bomby w ziemi w pobliżu schronu, płyta ta jest znacznie większa od zewnętrznego zarysu schronu. W terenach suchych, a zwłaszcza górzystych, można wykonywać tzw. schrony tunelowe. Większość współczesnych pocisków rakietowych nie jest bowiem w stanie przebić warstwy ziemi większej niż 30 metrów. Zaletą schronów tunelowych jest stosunkowo niewielki koszt budowy. Wymagają one małej ilości materiałów takich jak stal czy cement. Gruba warstwa ziemi znajdująca się nad tunelem w dostateczny sposób zabezpiecza przed bezpośrednimi skutkami działania bomby burzącej lub pocisku rakietowego. Decyzja, jakiego rodzaju schron należy budować, jest zależna od miejscowych warunków, głównie od położenia zwierciadła wód gruntowych. W czasie II wojny światowej powszechnie budowano naziemne schrony obrony przeciwlotniczej, zwłaszcza tam, gdzie zbudowanie budowli podziemnych byłoby utrudnione (np. na terenach portowych).

#### Schrony przeciwatomowe
Są to budowle przeznaczone do ochrony ludzi, względnie sprzętu technicznego, przed bezpośrednimi oraz pośrednimi czynnikami rażenia broni jądrowej. Bezpośrednimi czynnikami rażenia są przede wszystkim podmuch fali uderzeniowej, promieniowanie cieplne i przenikliwe oraz impuls elektromagnetyczny. Z tego względu schrony przeciwatomowe są zawsze lokalizowane głęboko pod ziemią, nigdy zaś w piwnicach budynków lub innych płytko zagłębionych miejscach. Pośrednim czynnikiem rażenia jest natomiast skażenie promieniotwórcze, które utrzymuje się jeszcze długo po użyciu broni jądrowej. Dlatego też schrony przeciwatomowe muszą posiadać instalację filtrowentylacyjną, oczyszczającą powietrze z opadu promieniotwórczego. Budowle te wyposaża się w odpowiednią infrastrukturę techniczną oraz zapas wody pitnej, żywności oraz leków, które umożliwią w razie potrzeby przebywanie ludności w schronie przez dłuższy czas. W Polsce istnieje niewiele typowych schronów przeciwatomowych. Niektóre z nich zostały zbudowane w czasie II wojny światowej jako schrony przeciwlotnicze, zaś dopiero po wojnie przystosowane do roli schronów przeciwatomowych. Przykładem takiej budowli jest schron pod Dworcem Głównym w Szczecinie, zbudowany jeszcze przez Niemców.
- Szczególnym typem budowli ochronnej (na ogół stałej, niekiedy prowizorycznej) jest szczelina przeciwlotnicza.

### Pomieszczenia i urządzenia w stałych budowlach ochronnych

#### Przedsionek
Pomieszczenie, którego zadaniem jest uzyskanie gazoszczelności schronu. Umożliwia on wchodzenie lub wychodzenie ze schronu w czasie, gdy powietrze znajdujące się na zewnątrz schronu jest skażone. Przedsionki znajdują się przy wyjściach głównych. Drzwi zewnętrzne przedsionka są gazoszczelne i wykonane z materiału odpornego na działanie odłamków oraz podmuchu od bomby. Są to drzwi typu ciężkiego o wysokiej wytrzymałości, wykonane z żelbetu lub grubej blachy stalowej. Drzwi wewnętrzne między przedsionkiem a schronem, również gazoszczelne, mogą być typu lekkiego.

#### Komora filtrowentylacyjna
Powietrze dostarczane do pomieszczeń schronowych, a czerpane z zewnątrz musi być oczyszczone ze znajdujących się w nim wszelkich zanieczyszczeń, jak np. kurz i pył, a przede wszystkim od środków trujących i pyłu radioaktywnego. Dlatego też przed wprowadzeniem do poszczególnych pomieszczeń schronowych powietrze musi przejść przez szereg filtrów, które w pewnej kolejności są zamontowane w przewodzie ssącym czerpiącym powietrze z zewnątrz. Pierwszym takim filtrem jest filtr oczyszczający powietrze z kurzu i pyłu (odpylnica); drugim jest filtropochłaniacz, który oczyszcza powietrze z nietrwałych środków chemicznych i pyłu radioaktywnego. Powietrze z otoczenia jest zasysane przez pompę o działaniu ssącym i tłoczącym, poruszaną silnikiem elektrycznym. Czerpnia powietrza jest na ogół umieszczona w ścianie zewnętrznej, a czasem również dodatkowo w tunelu ewakuacyjnym (lub osobnym kanale). Po przejściu przez filtry, powietrze jest tłoczone do przewodów blaszanych, które rozprowadzają je do poszczególnych komór schronowych. Powietrze dostarczane do schronu wytwarza w pomieszczeniach schronowych nadciśnienie w granicach 5 do 8 milimetrów słupa wody. Dzięki temu zużyte przez ludzi powietrze zostaje usunięte na zewnątrz schronu. Odprowadzanie zużytego powietrza dokonuje się poprzez otwory w ścianach umieszczone nieco powyżej podłogi, którymi przechodzi ono do wywiewnego kanału zaopatrzonego w klapę regulacyjną. Klapa taka otwiera się samoczynnie przy ciśnieniu większym niż 5 – 8 milimetrów słupa wody i pozwala na ujście zużytego powietrza. Po wyjściu części zużytego powietrza (co powoduje spadek ciśnienia), klapa samoczynnie zamyka się.

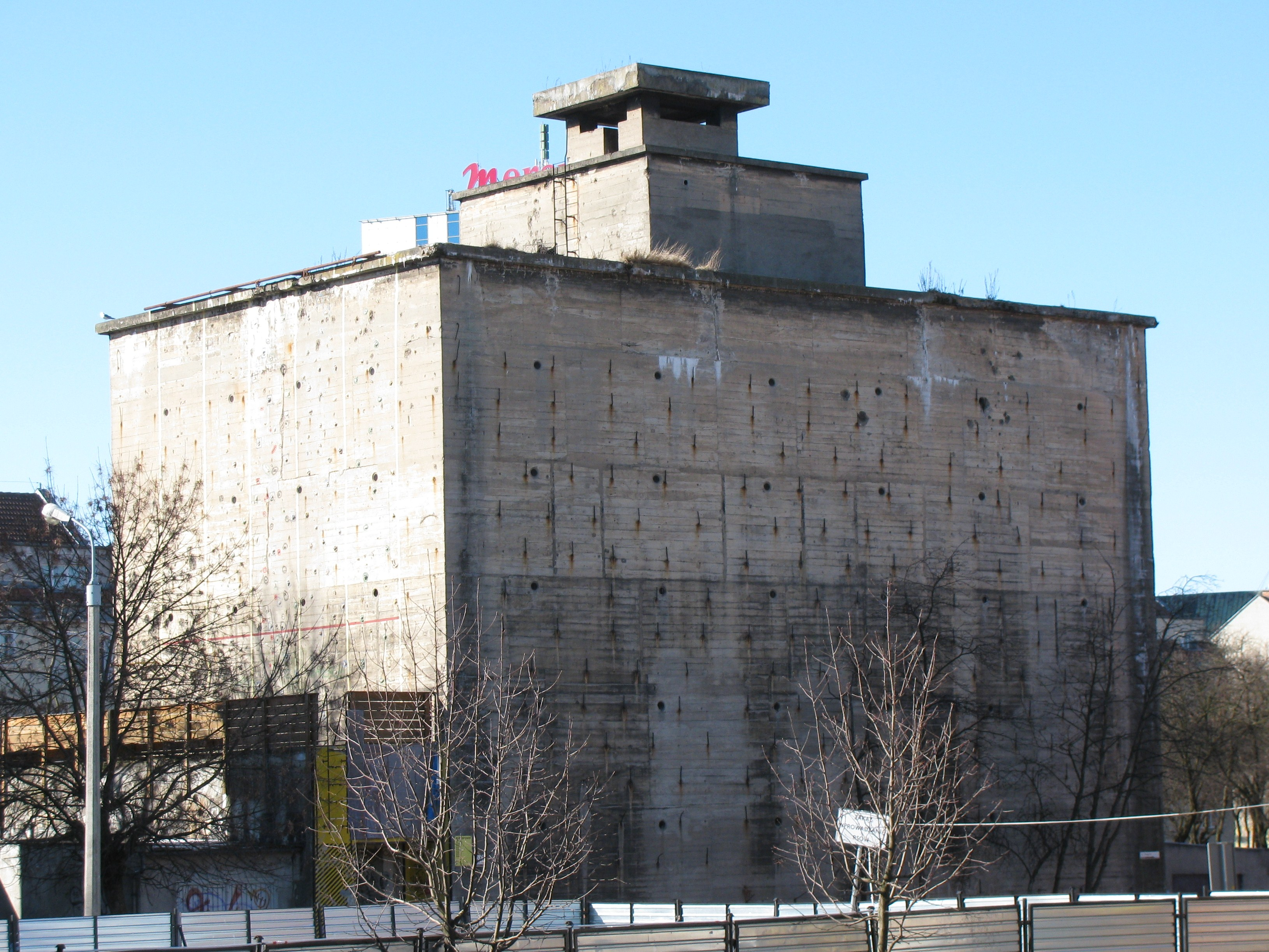
Naziemny, niemiecki schron przeciwlotniczy w centrum Gdańska

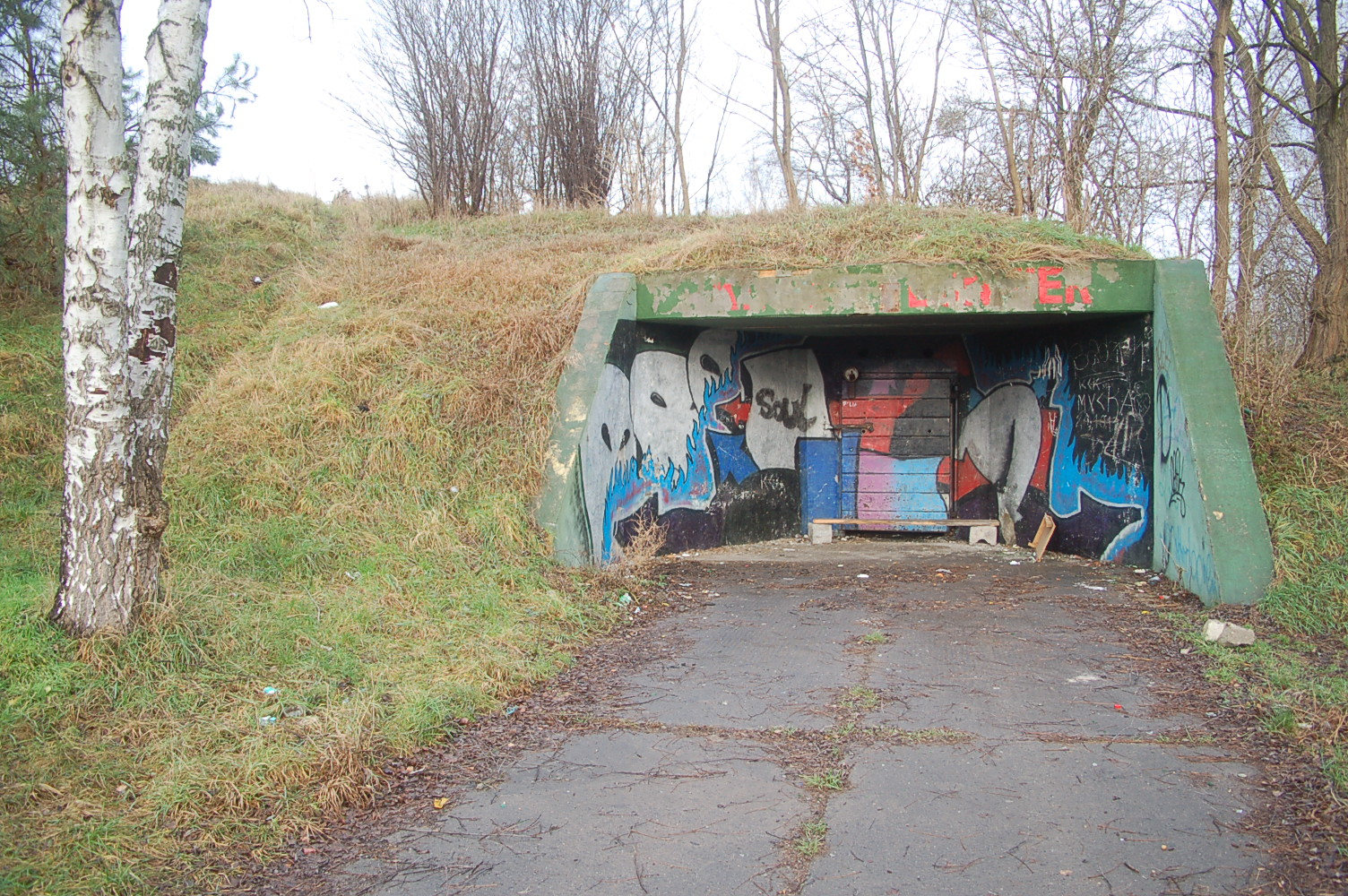
Wejście do osadzonego częściowo w ziemi poradzieckiego schronu dowodzenia w Szprotawie

#### Komoradekontaminacyjna
Spotykane w niektórych schronach pomieszczenie z zamontowanym natryskiem lub szlauchem, który służy do spłukiwania substancji chemicznych lub pyłu radioaktywnego z wchodzących do schronu osób. Po przygotowaniu schronu powinno być wyposażone również w kosz na skażoną odzież.

#### Ubikacje i umywalki
Ich liczba jest zależna od wielkości schronu. Pomieszczenia klozetowe są oddzielone od reszty pomieszczeń dodatkowymi przedsionkami, których zadaniem jest niedopuszczenie wyziewów do reszty pomieszczeń schronowych. W przedsionkach tych są zainstalowane umywalki.

#### Komory schronowe
W zależności od wielkości, każdy schron ma pewną liczbę komór schronowych, czyli pomieszczeń w których ukrywają się ludzie. Komory schronowe mogą być wyposażone w ławki z oparciami.

#### Inne pomieszczenia schronowe
Zaliczamy do nich wszystkie pozostałe pomieszczenia, jakie są konieczne ze względu na przeznaczenie schronu. I tak np. schron przeznaczony na szpital, poza wyżej wymienionymi pomieszczeniami będzie posiadać sale operacyjne i opatrunkowe, pomieszczenie dla personelu lekarskiego, a w pomieszczeniach komór schronowych będą urządzone sale dla chorych. Wysokość pomieszczeń schronowych zależy od przeznaczenia schronu. W schronie przeznaczonym do użytku publicznego wynosi 2-2,20 m.

#### Wyjście zapasowe
Jeżeli schron znajduje się pod budynkiem, to musi posiadać tunel ewakuacyjny, który w razie zawalenia się budynku zagwarantuje przebywającym w schronie ludziom ewakuację na zewnątrz. Wyjście to wykonuje się z jednej z komór schronowych w kształcie zygzakowatego tunelu, którego wyjście (tzw. wyłaz) musi leżeć poza strefą ewentualnego zasypania gruzami (1/2 wysokości budynku + 3 m). Od strony schronu tunel ma drzwi hermetycznie zamykane, typu ciężkiego, którymi wchodzi się do tunelu. Na końcu tunelu znajduje się pionowy szyb, którym po klamrach (drabince) wchodzi się do góry na powierzchnię ziemi, podniósłszy uprzednio stalową lub betonową klapę albo kraty.

### Prowizoryczne budowle ochronne (ukrycia)
Są to budowle, które doprowadza do gotowości technicznej dopiero w okresie zagrożenia. Wcześniej nie posiadają one specjalistycznych instalacji oraz wyposażenia. Rolę ukryć mogą pełnić odpowiednio wzmocnione piwnice, stacje metra, a współcześnie także parkingi podziemne, które są projektowane w taki sposób, aby w razie zagrożenia mogły służyć za prowizoryczne ukrycie ludności.

## Specyfikacja budowli ochronnych
Grubość żelbetowego stropu zabezpieczającego przed bombami burzącymi
| Wagomiar bomby | Grubość stropu |
| -------------- | -------------- |
| 50 kg          | 1,6 m          |
| 100 kg         | 1,85 m         |
| 500 kg         | 2,5 m          |
| 1000 kg        | 3,5 m          |

Grubość żelbetowego stropu zabezpieczającego przed pociskami rakietowymi (wartości szacunkowe)
| Typ bomby | Grubość stropu |
| --------- | -------------- |
| JAST-1000 | 3 m            |
| BLU-109   | 3,5 m          |
| BROACH    | 9 m            |

Projektując budowlę ochronną, oprócz grubości stropu trzeba uwzględnić również promień zburzenia od wybuchu gazów, oraz skutki wstrząsu. Grubość stropu może być odpowiednio mniejsza, jeżeli schron znajduje się pod ziemią.
Głębokość przenikania bomb burzących w grunt o średniej spoistości
| Wagomiar bomby | Głębokość przenikania |
| -------------- | --------------------- |
| 50 kg          | 1 – 1,5 m             |
| 500 kg         | 3 – 4 m               |
| 1000 – 2000 kg | 4 – 5 m               |

Głębokość przenikania pocisków rakietowych w grunt o średniej spoistości (wartości szacunkowe)
| Typ bomby | Głębokość przenikania |
| --------- | --------------------- |
| JAST-1000 | 18,3 m                |
| BLU-109   | 21,4 m                |
| BROACH    | 7,6 m                 |

Umieszczenie schronu pod wielopiętrowym budynkiem zapewnia dodatkową ochronę, gdyż podczas wnikania bomby w przegrody konstrukcyjne budynek spełnia rolę warstwy absorpcyjnej i pochłania energię pocisku.
Rodzaje zniszczeń przy bezpośrednim trafieniu bomby z zapalnikiem natychmiastowym
| Wagomiar bomby | Całkowite zniszczenie | Duże uszkodzenia      |
| -------------- | --------------------- | --------------------- |
| 50 kg          | budynki parterowe     | budynki 1-2 piętrowe  |
| 250 kg         | budynki 1-2 piętrowe  | budynki wielopiętrowe |
| 500 kg         | budynki wielopiętrowe | budynki wielopiętrowe |

Wytrzymałość stropu
Jest zależna głównie od grubości stropu, rodzaju i jakości betonu oraz zbrojenia. Określana najczęściej w atmosferach technicznych (symbol: at) oraz tonach na m². W schronach odpornych na pośrednie działanie bomb burzących strop projektuje się w taki sposób, aby wytrzymał ciężar gruzu budynku. Jeśli schron ma wytrzymać także bezpośrednie trafienie bomby lub bliski wybuch jądrowy, strop musi być odpowiednio wytrzymalszy.
Przykładowa wytrzymałość stropu w zależności od rodzaju budowli ochronnej
| Rodzaj budowli ochronnej                                      | Wytrzymałość stropu (at) | Wytrzymałość stropu (t/m²) |
| ------------------------------------------------------------- | ------------------------ | -------------------------- |
| Prowizoryczne ukrycie w piwnicy jednopiętrowego budynku       | 0,1 – 0,2                | 1 – 2                      |
| Stała szczelina przeciwlotnicza                               | 0,35                     | 3,5                        |
| Typowy schron w piwnicy wielopiętrowego budynku               | 0,3 – 0,5                | 3 – 5                      |
| Schron o zwiększonej odporności na podmuch wybuchów jądrowych | 0,6                      | 6                          |
| Schron odporny na bezpośrednie działanie bomb burzących       | > 1,2                    | > 12                       |

Odporność na nadciśnienie spowodowane podmuchem fali uderzeniowej
Określana najczęściej w megapaskalach (symbol: MPa) lub tonach na m². O odporności na nadciśnienie decyduje nie tylko wytrzymałość stropu, ale również konstrukcja całej budowli, rodzaj użytych materiałów oraz wyposażenie. Najwyższą odporność na nadciśnienie posiadają schrony całkowicie zagłębione, będące monolitycznymi, żelbetowymi konstrukcjami, nie posiadające otworów okiennych, wyposażone m.in. w drzwi gazoszczelne, zastawki przeciwuderzeniowe oraz przelotnię. W 1955 r. wprowadzono nowe wymogi dla nowo budowanych schronów: wytrzymałość ścian zewnętrznych na ciśnienie – 8 ton na m², obciążenie awaryjne stropu 6 ton na m². Miało to zapewnić ochronę przed podmuchem fali uderzeniowej w pewnej odległości od wybuchu jądrowego.
Stan przygotowania
Budowle ochronne dzieli się na przygotowane oraz częściowo przygotowane. O tym, do której kategorii zostanie zakwalifikowany dany obiekt decyduje głównie stan techniczny. W teorii, budowle częściowo przygotowane w razie potrzeby powinny być w przeciągu 48 godzin przygotowane do przyjęcia ludności.

## Przygotowanie schronów i ukryć do ochrony ludności
Przygotowanie schronów i ukryć do gotowości bojowej polega na:
- uprzątnięciu wnętrza,
- wyburzeniu zbędnych ścian,
- zamurowaniu zbędnych otworów, w szczególności okien,
- obsypaniu ścian zewnętrznych wałem ziemi do wysokości górnej płyty stropu,
- usunięciu z bliskiego otoczenia materiałów łatwopalnych,
- uszczelnieniu (hermetyzacji) schronu,
- sprawdzeniu pracy urządzeń i sprzętu schronowego (filtrowentylacja, silniki, zawory, klapy wywiewne),
- wyposażeniu poszczególnych pomieszczeń w sprzęt i materiały potrzebne do normalnej eksploatacji (np. zapas wody pitnej, środki ochrony osobistej, leki).

## Przykłady

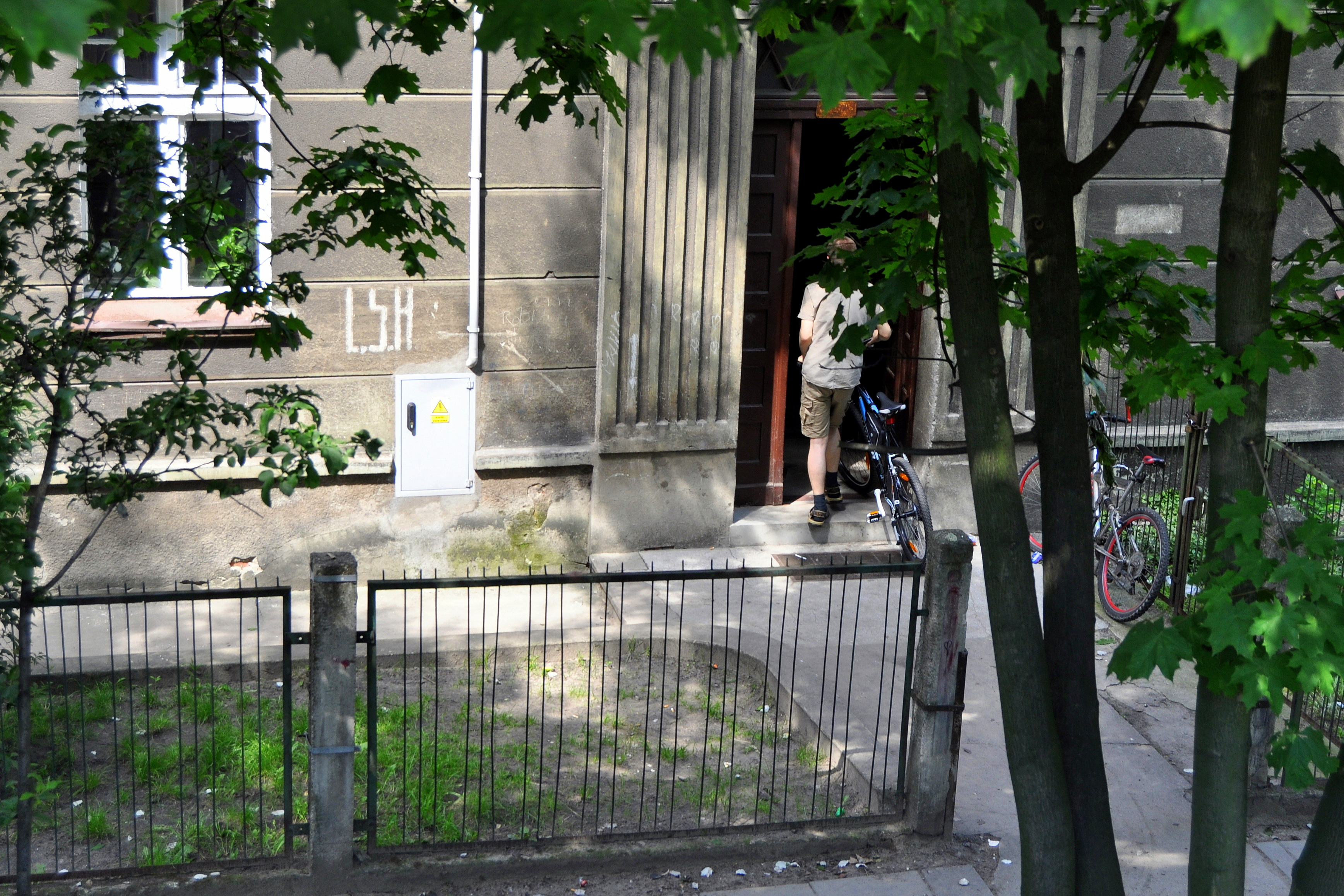
Oznakowanie budynku z cywilną piwnicą przeciwlotniczą (L.S.K, Luftschutzkeller)

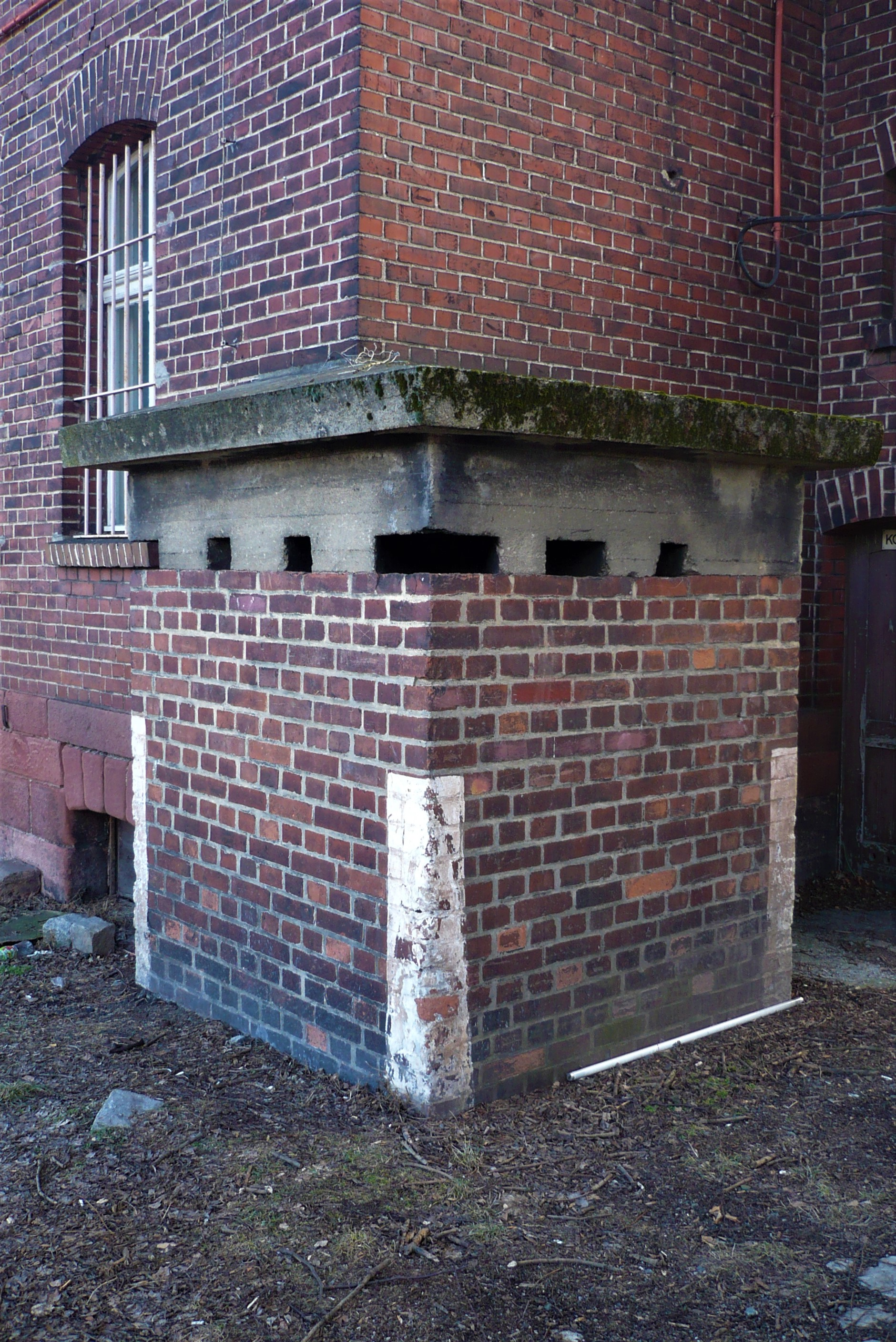
Schron jednoosobowy na stacji Ścinawka Średnia

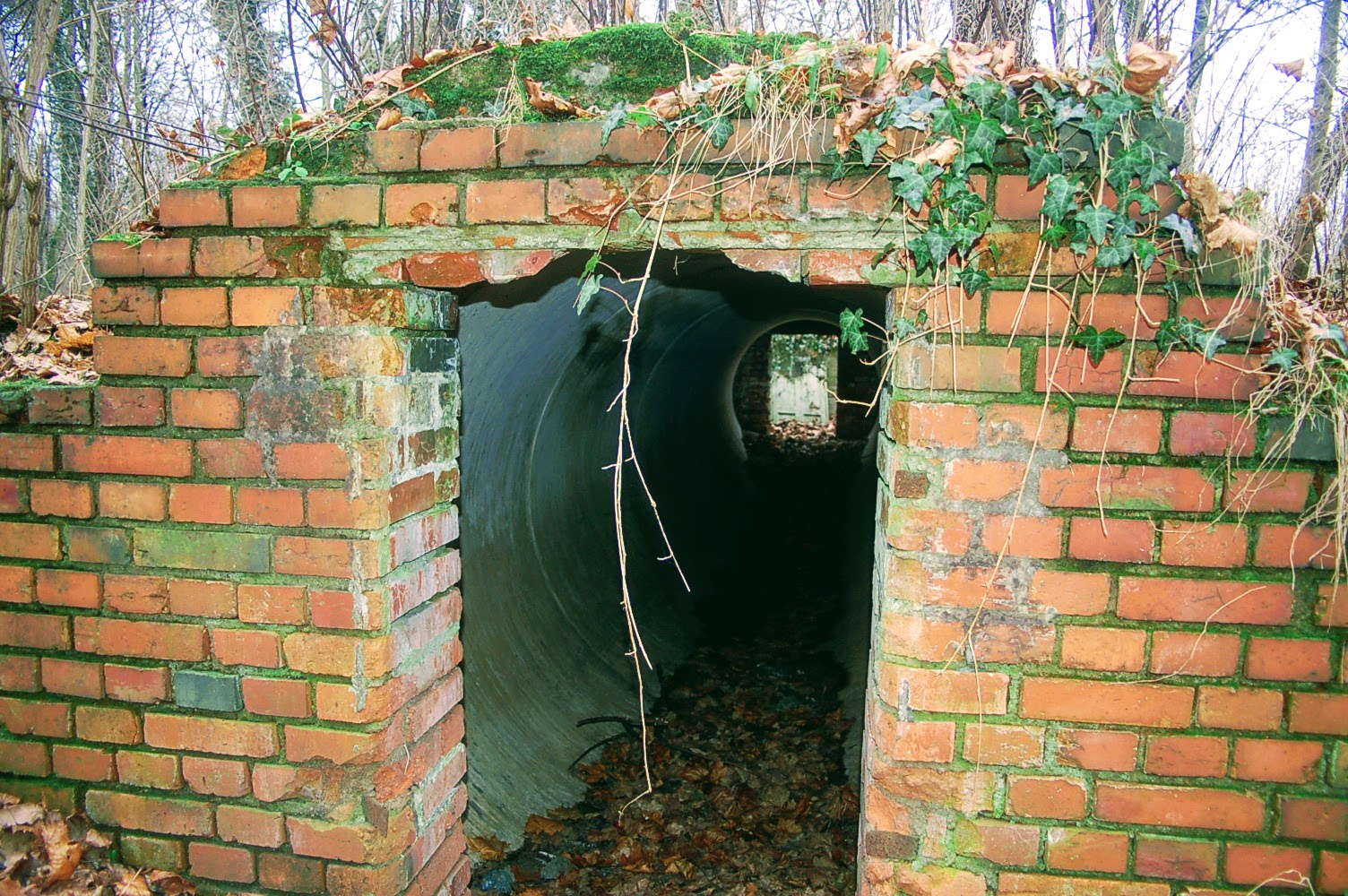
Kryty rów przeciwlotniczy z okresu II wojny światowej w Parku Huta w Iławie (ścieżka dydaktyczna)

- Podstawowe typy cywilnych niemieckich schronów przeciwlotniczych:
  - Luftschutz Deckungsgraben (pl: kryty rów przeciwlotniczy) – niewielki żelbetonowy schron budowany metodą odkrywkową mający chronić przed odłamkami, gruzem czy falą uderzeniową. Wykonywane najczęściej z żelbetowych prefabrykatów (tzw. żeberek) bądź wylewanego w szalunki betonu. Posiadały gazoszczelne drzwi, drewniane ławki mocowane do ścian, oświetlenie ze źródła zewnętrznego.
  - Luftschutz Stollen (pl: sztolnia przeciwlotnicza) – schron najczęściej budowany metodą górniczą w zboczach gór, wykonane najczęściej z betonu zbrojonego. Posiadały m.in. minimum dwa wejścia, własną instalację elektryczną, wentylacyjną (z filtrami) oraz zapasy wody.
  - Luftschutzkeller (pl: piwnica przeciwlotnicza) – część piwnicy w budynku posiadające wzmocniony strop, drzwi gazoszczelne oraz ew. zamurowywane przejścia do innych piwnic. Luftschutzkeller znakowane były poprzez białe strzałki oraz białe pasy po obu stronach wejścia pod kątem 45 stopni.
  - Luftschutz Rundbau – koliste, żelbetowe schrony cywilne mieszczące do 30 osób, budowane w latach 1941–1943. Zachowały się w Poznaniu, Kętrzynie i Pruszkowie.
  - Luftschutz Hochbunker – wielokondygnacyjne, naziemne schrony przeciwlotnicze wykonane z dużej ilości betonu i stali. Posiadają własne instalacje filtracyjno-wentylacyjne, zbiorniki wodne, toalety, miejsca siedzące i leżące. Schrony te występują m.in. we Wrocławiu, zaprojektowane przez Richarda E. Konwiarza, w Szczecinie, Gdyni, Gdańsku i w Poznaniu.